# Acronicta funestra
Acronicta funestra är en fjärilsart som beskrevs av Max Wilhelm Karl Draudt 1950. Acronicta funestra ingår i släktet Acronicta och familjen nattflyn. Inga underarter finns listade i Catalogue of Life.